# John Alexander Gresse
John Alexander Gresse (Londra, 1741 – Londra, 1794) è stato un pittore, incisore e collezionista d'arte britannico.

## Biografia
Nacque in Inghilterra da genitori svizzeri provenienti da Rolle, nel canton Vaud. Divenne allievo dell'incisore Gerard Scotin, e fin da ragazzo si distinse per la capacità e la finezza dei propri disegni, tanto che fu impiegato nella galleria d'arte fondata negli anni 1750 da Charles Lennox, III duca di Richmond.
Negli anni 1760 divenne uno degli artisti più richiesti di Londra, cambiando spesso datore di lavoro. La stabilità economica garantitagli dal padre, ricco borghese, gli permetteva tuttavia di lavorare a piacimento. Espose al contempo i suoi primi ritratti, dedicandosi anche alle miniature.
In riconoscimento dei suoi meriti artistici, nel 1777 re Giorgio III di Gran Bretagna lo nominò tutore artistico delle proprie figlie. Era un individuo piuttosto corpulento e non particolarmente pulito, tanto da guadagnare il poco lusinghiero soprannome di Jack Grease ("Jack l'Unto"), ma era comunque benvoluto a corte. Durante gli anni presso la corte britannica accumulò anche una notevole collezione artistica.
Morì nel 1794 e fu sepolto a Soho. La sua collezione venne quindi venduta all'asta, ed era talmente grande che furono necessari sei giorni per permettere l'acquisto di tutti i suoi pezzi d'arte.